# Lemmy
Pour les articles homonymes, voir Lemmy (homonymie).
Pour plus de détails, voir Fiche technique et Distribution.
Lemmy (sous-titré 49% motherf**ker. 51% son of a bitch) est un documentaire de 2010 sur le musicien de rock anglais Lemmy Kilmister, fondateur, bassiste et chanteur du groupe de heavy metal britannique Motörhead.
Le film est réalisé par Greg Olliver et Wes Orshoski.